# مارسيل هنري (عسكرية)
مارسيل هنري (بالفرنسية: Marcelle Henry)‏ هي عسكري فرنسية، ولدت في 7 سبتمبر 1895 في أنجيه في فرنسا، وتوفيت في 24 أبريل 1945 في باريس في فرنسا.